# جان فلاناگان (نویسنده)
جان آنتونی فلاناگان (به انگلیسی: John Anthony Flanagan) یک نویسنده سبک خیال‌پردازی استرالیایی است که بیشتر به خاطر مجموعه‌های فانتزی قرون وسطایی‌اش، شاگرد رنجر و برادررسته شناخته می‌شود. برخی از کارهای دیگر وی شامل دوگانهٔ اسرار جسی پارکر و همچنین رمان بزرگسالان مهاجم خاکستری است.

## اوایل زندگی و مشاغل
جان فلنگن در ۲۲ مه ۱۹۴۴ در حومهٔ سیدنی به دنیا آمد. او با برنامه‌ای برای نویسندگی از کالج ویورلی فارغ‌التحصیل شد. همان‌طور که بزرگ شد، شغل خود را تغییر داد و در یک آژانس تبلیغاتی استخدام شد. او در ابتدا قصد داشت که به یک نویسنده کارآموز تبدیل شود، اما آژانس او را به عنوان پژوهشگر رسانه، ثبت نام و آموزش داد. او هنگام کار به عنوان کارآموز پژوهشگر رسانه، شعری توهین آمیز را خطاب به یکی از مدیران ارشد خود نوشت. سرانجام این شعر به میز یکی از مدیران شرکت رسید. فلنگن به دفتر مدیر فراخوانده شد و او از مهارت نوشتن فلنگن تعریف کرد و به فلنگن شغل کارآموز نویسندگی را پیشنهاد داد. فلنگن پس از ۲۰ سال کار در آژانس تبلیغات، وارد صنعت تلویزیون شد و مشترکاً یک کمدی موقعیت به نام هی بابا..! نوشت.

## نویسنده شدن
جان فلنگن در دهه نود روی چیزی که بعداً شاگرد رنجر شد، کار می‌کرد که در اصل شامل بیست داستان کوتاه برای پسرش مایکل که در آن زمان دوازده سال داشت، بود. در اوایل دههٔ ۲۰۰۰ جان تصمیم گرفت داستان‌ها را تبدیل به اولین رمان ویرانه‌های گورلان کند. این رمان در سال ۲۰۰۴، وقتی‌که او شصت‌ساله بود، منتشر شد.

## دستاوردها
در سال ۲۰۰۸ او برنده جایزه انجمن ناشران استرالیایی برای کتاب سال کودکان بزرگ‌تر و جایزه بین‌المللی برای بهای آزادی ارک شد. مجموعهٔ شاگرد رنجر به محبوبیتی ثابت دست‌یافته‌است. به هجده کشور فروخته‌شده، در فهرست آثار پرفروش نیویورک‌تایمز قرار دارد و به‌طور مرتب در فهرست جوایز کتاب کودکان در استرالیا و کشورهای دیگر قرارگرفته است.

### شاگرد رنجر
1. ویرانه‌های گورلان (۲۰۰۴)
2. پل آتشین (۲۰۰۵)
3. سرزمین یخ‌زده (۲۰۰۵)
4. حاملان برگ بلوط (۲۰۰۰۶) (نبرد اسکاندیا در آمریکا)
5. جادوگر در شمال (۲۰۰۶) (جادوگر شمال در آمریکا)
6. محاصرهٔ مکینداو (۲۰۰۷)
7. آزادی ایراک (۲۰۰۷)
8. پادشاهان کلانمل (۲۰۰۸)
9. هالت در خطر مرگ (۲۰۰۹)
10. امپراتور نیهون-جا (۲۰۱۰)
11. داستان‌های گمشده (۲۰۱۱)

### شاگرد رنجر: رنجر سلطنتی
1. یک شروع تازه (۲۰۱۳)
2. قبیلهٔ روباه قرمز (۲۰۱۸)
3. دوئل در آرالوئن (۲۰۱۹)
4. شاهزادهٔ گم‌شده (۲۰۲۰)

### شاگرد رنجر: سال‌های اولیه
1. مسابقات در گورلان (۲۰۱۵)
2. نبرد هکام هیث (۲۰۱۶)

### برادررسته
1. طرد شدگان (۲۰۱۱)
2. مهاجمان (۲۰۱۲)
3. شکارچیان (۲۰۱۲)
4. برده‌های سوکورو (۲۰۱۴)
5. کوهستان عقرب (۲۰۱۴)
6. شبح چهره‌ها (۲۰۱۶)
7. کالدرا (۲۰۱۷)
8. بازگشت تموجای (۲۰۱۹)

### اسرار جسی پارکر
1. قلهٔ طوفان (۲۰۰۹)
2. گردنهٔ بهمن (۲۰۱۰)

### سایر کتاب‌ها
1. مهاجم خاکستری (۲۰۱۵)
2. مایکل دولین و شاین (۲۰۱۵)